# Dendrocygne tacheté
Dendrocygna guttata
Espèce
Statut de conservation UICN

 LC  : Préoccupation mineure

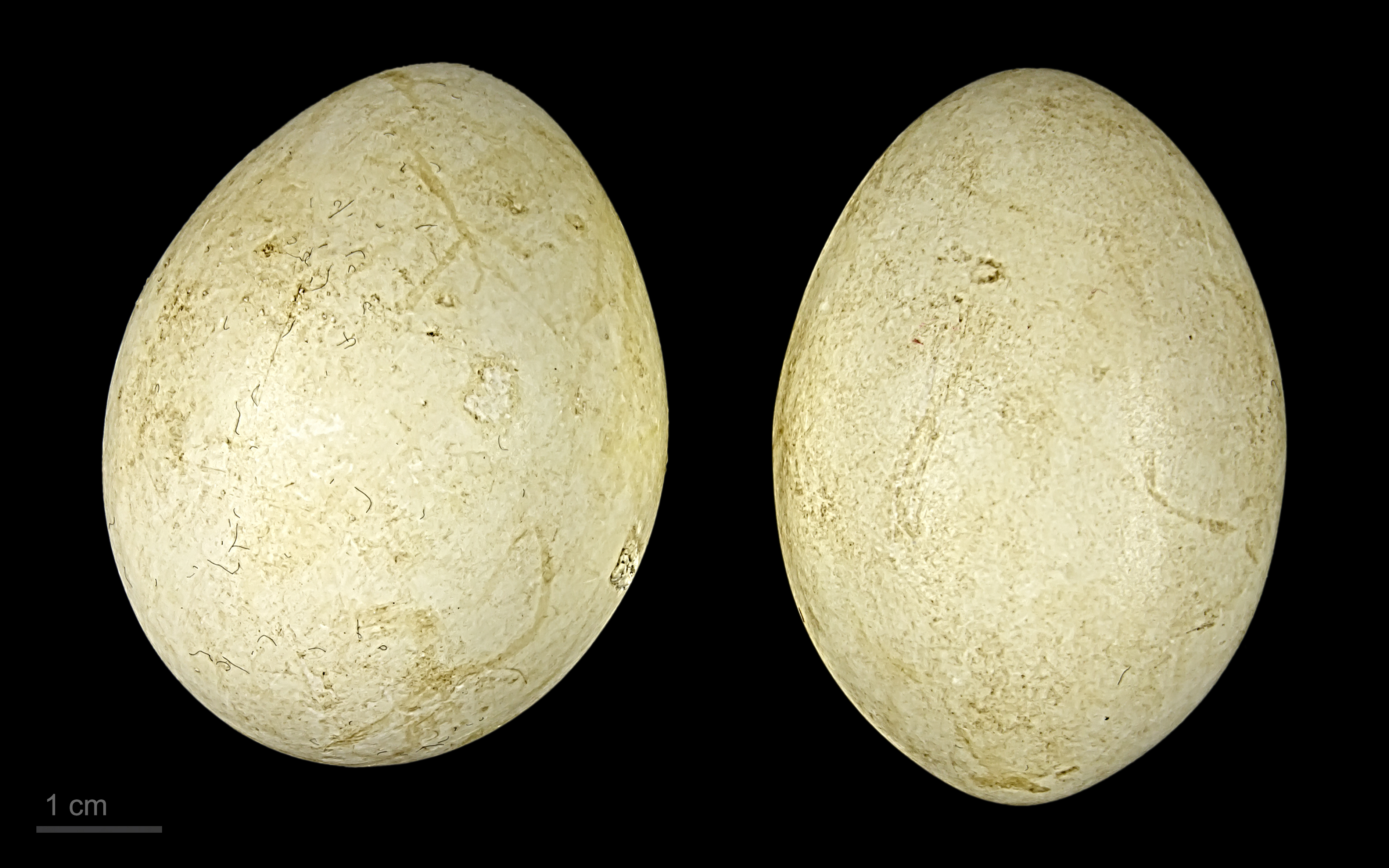
Dendrocygna guttata - MHNT

Le Dendrocygne tacheté (Dendrocygna guttata) est une espèce d'oiseau appartenant à la famille des anatidés. C'est l'espèce la moins connue du groupe des dendrocygnes.

## Description
Cet oiseau mesure entre 43 et 50 cm. La tête est grise avec une calotte noire et le tour des yeux noirâtre, le bec est rougeâtre. Le dessous du corps est tacheté de blanchâtre, le reste du plumage est brun foncé. Les pattes sont nuancées de rose.
Le plumage des jeunes est plus terne avec les côtés de la poitrine plus rayés que tachetés.

## Répartition et habitat
On rencontre cette espèce en Indonésie, aux Philippines (Mindanao) et en Nouvelle-Guinée. Elle fréquente les lacs et les marais généralement boisés.

## Biologie
C'est un des dendrocygnes qui se perche le plus souvent dans les arbres. Il vit en couples ou en petits groupes se nourrissant surtout le jour. La reproduction peut avoir lieu toute l'année, le nid est situé dans un arbre creux
Cette espèce est souvent associée au Dendrocygne à lunules.

## Populations
Bien que mal connu, le Dendrocygne tacheté ne semble pas menacé, on estime entre 10 000 et 25 000 le nombre d'individus.

## Référence
- (en) Congrès ornithologique international : Dendrocygna guttata dans l'ordre Anseriformes (consulté le 19 mai 2015)
- (fr + en)  Avibase : Dendrocygna guttata (+ répartition) (consulté le 30 juin 2015)
- (en) UICN : espèce Dendrocygna guttata Schlegel, 1866 (consulté le 30 juin 2015)